# Sachsenpfennig

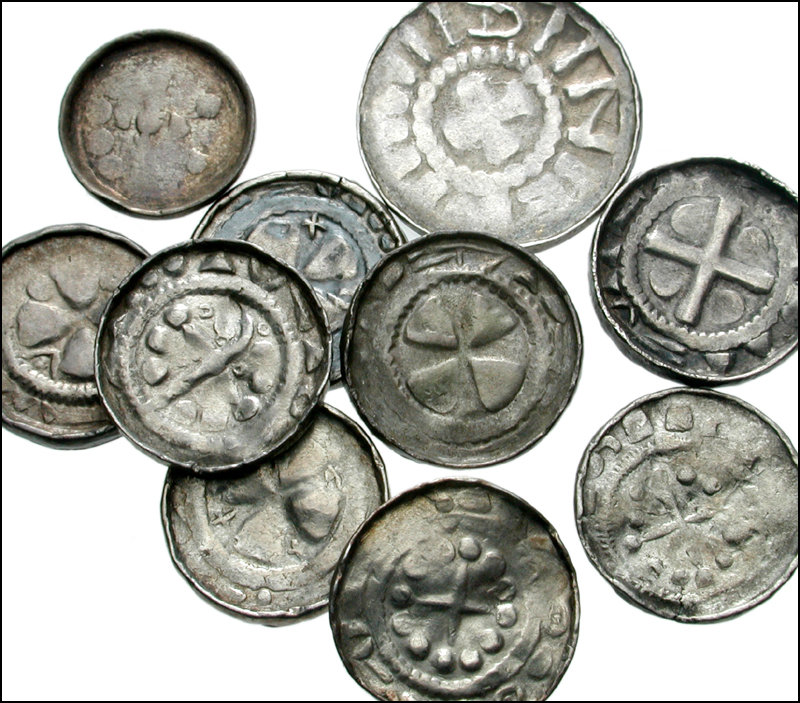
Sachsenpfennige mit den Bezeichnungen: Balkenkreuz-, Holzkirchen-, Kleeblattkreuz- und Krummstabpfennig

Der im östlichen Stammesherzogtum Sachsen geprägte, unter dem Namen Wendenpfennig, richtiger Sachsenpfennig oder unter dem unanfechtbaren Namen Hochrandpfennig bekannte Pfennigtyp des 10. und 11. Jahrhunderts mit angestauchtem Rand ist neben dem Otto-Adelheid-Pfennig der häufigste Pfennigtyp dieser Zeit. Sachsenpfennige sind die ältesten in Sachsen geprägten Münzen. Die verschiedenen Münznamen deuten auf eine noch ungeklärte Stellung innerhalb der Mittelalternumismatik hin.

## Namen des Pfennigtyps
Julius Menadier nannte den Pfennigtyp des 10. und 11. Jahrhunderts mit angestauchtem Rand Sachsenpfennig, weil er im östlichen Sachsen geprägt wurde.

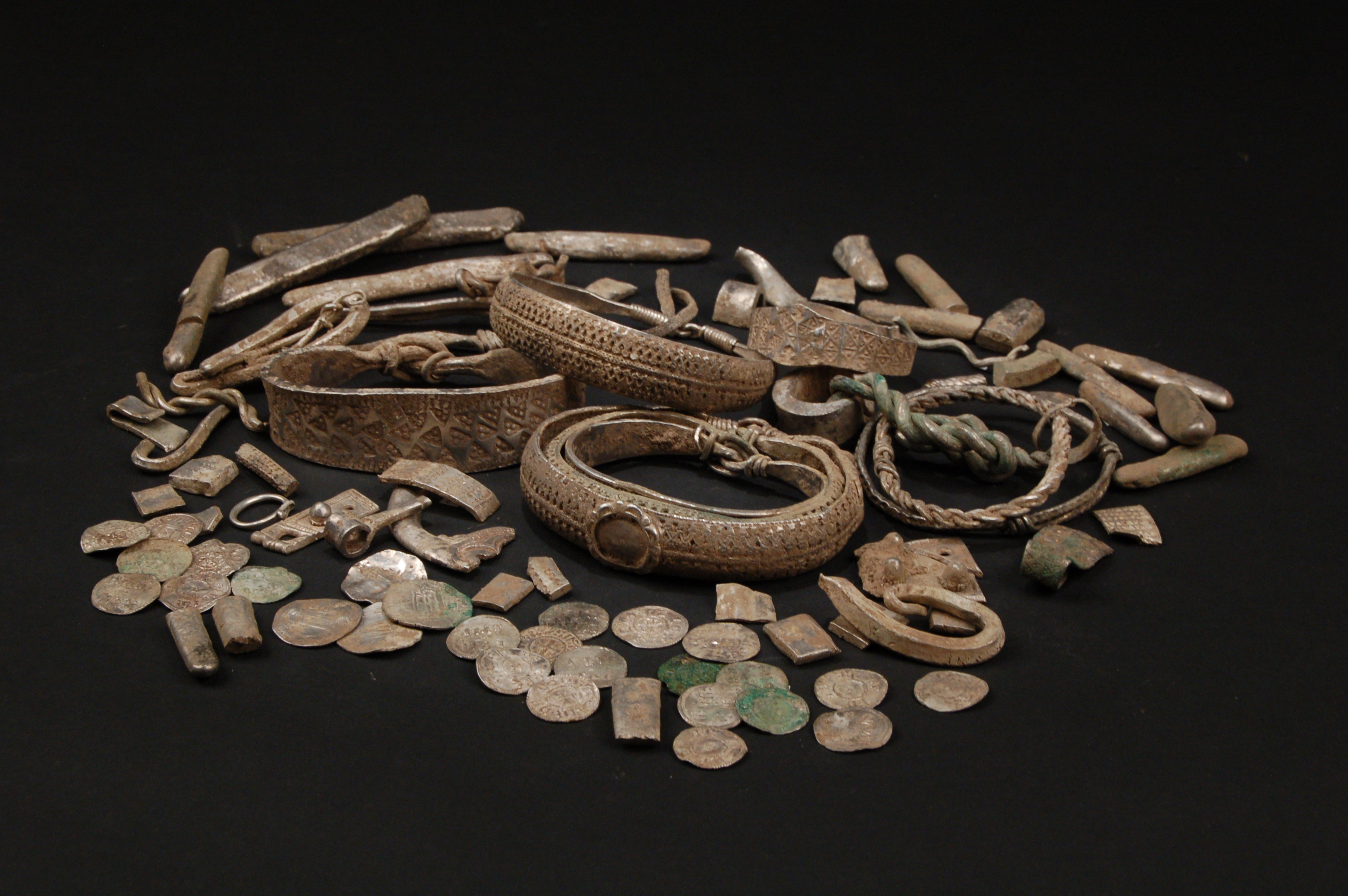
Typische Zusammensetzung eines wikingerzeitlichen Hortfundes

Der ältere Name Wendenpfennig ist als Pfennig der Wenden im Sinne einer eigenen Prägung nicht zutreffend, da die Wenden die Münzen noch als Barren- oder sogenanntes Hacksilber betrachteten und selbst keine Münzen prägten. Laut Menadier schließen sich der Gebrauch von Hacksilber und Münzen gegenseitig aus. Östlich der Elbe bei den Slawen (Wenden) und Skandinaviern (Wikingern) hatten die Kaufleute die sogenannte Gewichtsgeldwirtschaft entwickelt. Bei Bezahlung wurde Silber in Form von Barren, Schmuckstücken und Münzen zurechtgeschnitten und mit Waage und Gewichten abgewogen. Im gesamten Slawenland haben sich mitunter kilogrammschwere Silberschätze aus deutschen und westeuropäischen Denaren, morgenländischen Dirhems und skandinavischem Schmuck erhalten. Die Stücke waren meist zerhackt, zerbrochen und zerschnitten.
In polnischen und englischen Texten erscheinen die Bezeichnungen Kreuzdenare (polnisch denary krzyzowe, englisch cross-deniers). Ein heutiger unanfechtbarer Pfennigname ist Hochrandpfennig oder Randpfennig.
Die unterschiedlichen Pfennignamen deuten auf eine unklare Stellung in der Mittelalternumismatik hin. Ihre Anonymität und ihre primitiv erscheinende Prägung führte dazu, sie als gesonderte Münzgruppe außerhalb der regulären Reichsprägungen zu betrachten.

## Münzfuß
Die ältesten Sachsenpfennige beruhen auf dem Münzfuß der karolingischen Münzreform. Aus dem karolingischen Pfund Silber zu 367 g wurden 240 Pfennige geprägt. Zwölf Pfennige ergaben einen Schilling. Der Schilling war keine Münze, sondern die Bezeichnung für ein Dutzend, also nur eine Rechnungseinheit. Theoretisch sollte der Pfennig 1,5 g wiegen. Bei Wägungen von Münzfunden lagen die leichtesten bei 0,95 g, die schwersten bei 1,90 g. Von der römischen Antike übernahm man „talentum“ für das Pfund, „solidus“ für den Schilling und „denarius“ für den Pfennig. Als Münzmetall verwendeten die Münzmeister grubenreines Silber. Außerdem wurden noch umlaufende römische Denare eingeschmolzen. Geprägt wurden nur Pfennige und halbe Pfennige. Die halben Pfennige nannte man Obole (Hälblinge). Viertelpfennige (fertones) wurden zwar erwähnt, sind jedoch nur Rechnungsmünzen oder wurden durch Teilung, nicht durch Prägung hergestellt.
Die Echtheit der Münzen prüfte der Zahlungsempfänger gern durch die Beißprobe, wie zahlreiche verformte Münzen aus dieser Zeit beweisen: Gab das Metall nach, war die Münze echt, gab der Zahn nach, hatte man auf Eisen gebissen.

## Münzgestaltung
Anders als der Karolinge Pfennig war der Sachsenpfennig schriftlos und anonym. Seine Bildmotive folgten in stilisierter Form aber dem karolingischen Vorbild und zeigten auf dem Avers eine Kirche und dem Revers ein Kreuz. Eine Umschrift wird mit einer sogenannten Trugschrift angedeutet, besteht aber nur aus balkenähnlichen Strichen und Ringen. Eine weitere Gruppe ahmt die Otto-Adelheid-Pfennige nach.

### Münzrand
Der spezielle Rand der Denare erleichterte nach Carl-Friedrich von Posern-Klett das Tragen von Münzen zwischen den Zähnen, wie es bei den Slawen Sitte gewesen sein soll. Hermann Dannenberg vermutete, dass der Rand nach der Prägung in einer „Art Rändelungsverfahren“ erzeugt wurde. Nach Vera Jammer ist möglicherweise der durch Aufklopfen entstandene Rand dadurch begründet, dass auf diese Weise das Münzmetall geprüft wurde. Falschmünzen aus plattierten Schrötlingen würden eine solche Behandlung nicht vertragen. Nach Christoph Kilger diente der angestauchte Rand als Unterscheidungsmerkmal zu anderen Pfennigwährungen. Laut Ulrich Zwicker wurden die Schrötlinge „mit einem Finnhammer oder mit einem scharfen Messer am Münzrand vorbearbeitet. Durch senkrecht vorgenommene Schläge wurde eine geriffelte Aufwölbung erzielt. Der typische Rand entstand durch das Aufklopfen der Riffelung mit einem Flachhammer“.

#### Randherstellung – Randbildung

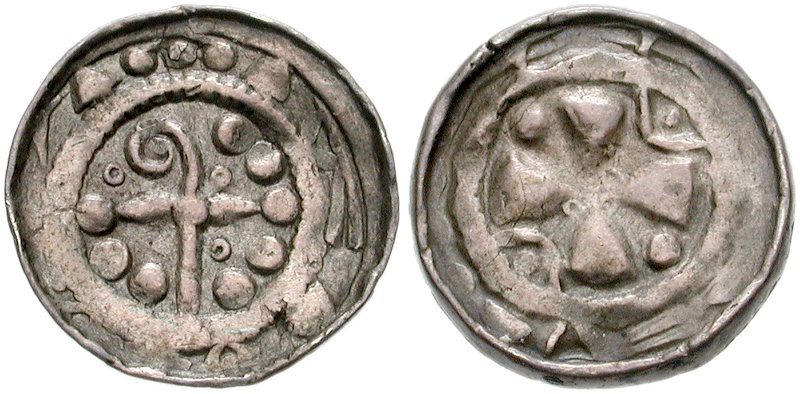
Sachsenpfennig etwa 1070–1100, mit hoher Randwölbung, sehr ähnlich einer Gratbildung an einem Meißelschaft, Gewicht 1,01 g, Durchmesser 15 mm. (Dbg. 1341)

Zur vorher beschriebenen Randherstellung nach Ulrich Zwicker folgende Anmerkung: Noch sichtbare Randeinkerbungen wie beschrieben, kommen wahrscheinlich nicht häufig vor. Die etwa 60 Bilder von Sachsenpfennigen belegen solche Kerben nicht. In Anbetracht der großen Menge der Fundmünzen muss das aber nicht viel bedeuten. Der hohe Zeitaufwand der Vorarbeit durch das Einkerben mit einem scharfen Messer, welches ständig nachzuschleifen wäre oder das Riffeln mit einem Finnhammer, ist für die laufende Herstellung großer Mengen kleiner Münzen nicht recht nachvollziehbar. Da offenbar dennoch eine Art „geriffelter“ Rand oder zumindest noch Spuren einer Art Riffelung bei Denaren vorkommen, ist es denkbar, dass speziell bei diesen Denaren die Riefen ggf. mit einem Werkzeug wie einer Raspel oder grober Feile entstanden sind und der so entstandene Abrieb zur illegalen Silbergewinnung diente. Für den Handel nur mit den Slawen wäre die Randbearbeitung zur Silbergewinnung allerdings nicht zu begründen, da sie die Münzen noch als Hacksilber betrachteten. Auch sollte das Münzbild bei befeiltem Rand dementsprechende Fehlstellen aufweisen.
Die Herstellung des angestauchten Randes durch das Aufhämmern, ohne dass vorher eingekerbt wird, als einen Arbeitsgang zur Pfennigherstellung in einer Münzstätte zu betrachten, will angesichts der riesigen Fundmengen auch nicht recht gelingen. Der hohe Rand wird wohl im späteren Gebrauch und nicht in einer Münzstätte erzeugt worden sein, wie das in der vorher genannten Variante von Vera Jammer der Fall ist.
Die erste Randgestaltung am äußeren Münzrand von Silbermünzen erfolgte sehr viel später, zum Beispiel in Sachsen erst in der Talerzeit 1763. Die Schrötlinge für die Herstellung der Taler und der silbernen Gulden (⅔ Taler) hatten vor dem Prägen in den Münzstätten Dresden und Leipzig einen sogenannten „Laubrand“. Auch dieser Umstand legt nahe, dass der hohe Rand der Sachsenpfennige nicht in einer Münzstätte, sondern im Gebrauch erzeugt wurde.

## Münz- und Forschungsgeschichte
Bereits durch Hermann Dannenberg und Julius Menadier ist ihr Prägebeginn in Sachsen nachgewiesen worden. Nach Arthur Suhle und Julius Menadier wurden die ersten Sachsenpfennige möglicherweise bereits unter Heinrich I. (919–936), seit 912 Herzog von Sachsen geschlagen. Heinrich I. hat nach der Rückgewinnung von Oberlothringen in Metz, Verdun und in Straßburg gemünzt. Im Osten, vielleicht in Merseburg, sind von ihm wahrscheinlich die ersten sogenannten Sachsenpfennige, geprägt worden. Heute wird dagegen meistens davon ausgegangen, dass sie  nach dem Regierungsantritt Ottos I. (936–973) ab Mitte des 10. Jahrhunderts wahrscheinlich in Magdeburg eingeführt worden sind:
Bernd Kluge fasst den Forschungsstand zu den Sachsenpfennigen in seiner „Bestandsaufnahme der ottonischen Münzprägung“ zusammen:

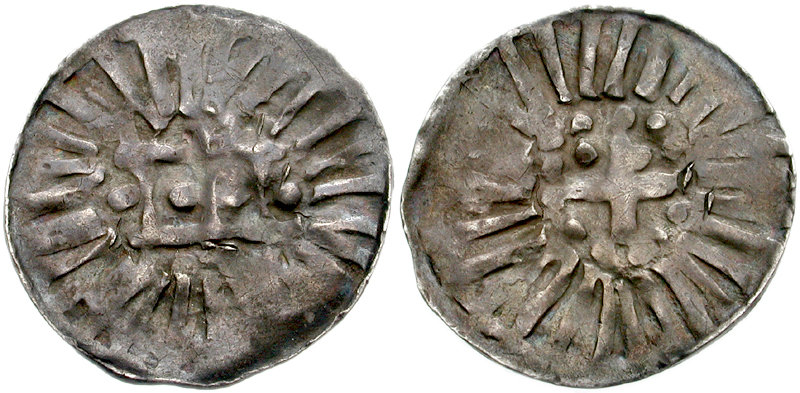
Sachsenpfennig 985–1000, nach karolingischem Vorbild, Gewicht 1,50 g, Durchmesser 21 mm. Vorderseite Tempel, Rückseite Kreuz, in den Winkeln je eine Kugel. (Dbg. 1325)

In der Massenhaftigkeit den Otto-Adelheid-Pfennigen vergleichbar, wegen ihrer Schriftlosigkeit aber noch rätselhafter sind die Sachsenpfennige. Sie enthalten fast keine für die chronologische Einreihung oder für die Zuordnung zu einzelnen Münzstätten verwertbare Information. Lediglich auf den ältesten Stücken erscheint noch der Name OTTO bzw. ODDO, die Umschrift wird durch eine reine Ornamentik (Striche bzw. Balken, Ringel) ersetzt. Man unterscheidet eine ältere Gruppe mit größerem Durchmesser (um 22 mm) und eine jüngeren Gruppe mit geringerem Durchmesser (um 17 mm). Der Wechsel von der älteren zur jüngeren Gruppe hat einige Übergangsformen im Gefolge und beginnt im ersten Jahrzehnt des 11. Jahrhunderts. Damit ist nur die ältere Gruppe […] ottonisch. […] Die Entstehung der Sachsenpfennige und die Einrichtung der Münzstätte Magdeburg stehen in engem zeitlichen Zusammenhang. Da 942 diese Münzstätte bereits existierte, müssen auch die Sachsenpfennige vor 942 beginnen. Es ist anzunehmen, dass sie mit oder bald nach dem Regierungsantritt Ottos I. eingeführt worden sind.
Die der Reichsmünzstätte Magdeburg zugeschriebenen Sachsenpfennige zeigen erhebliche Unterschiede im Münzbild, dem Tempel oder Kirchengiebel mit Kreuz genannt und dem Kreuz auf der Gegenseite. Aus der Zeit um das Jahr 1000 stammen die in Sachsen nicht selten vorkommenden Hochrandpfennige, die aus dem Silber der Harzgruben geschlagen wurden. Die sichere Zuordnung einzelner Münztypen zu urkundlich erwähnten Münzstätten ist umstritten.

### Pfenniggruppen (nach HOOPS, BECK, GEUERLICH und STEUER)
Die Sachsenpfennige können in drei Gruppen mit unterschiedlicher Währungsgeschichte eingeteilt werden.

#### Ältere Gruppe (930/40–983)

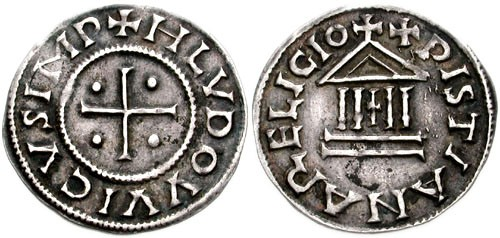
Denar, Karolingisches Reich Ludwigs des Frommen, geprägt 822–840. Der Denar war Vorbild für die älteren Sachsenpfennige.

Die ältere Gruppe gehört zu den Nachprägungen deutscher Pfennige mit karolingischem Vorbild. Sie wurden von etwa 930/940 bis 983 geprägt und sind die ältesten Münzen aus dem ostsächsischen Raum. Das Durchschnittsgewicht beträgt etwa 1,5 g, der Durchmesser 20 bis 22 mm. Die Vorbilder waren Denare Ludwigs des Frommen (814–840) mit der Umschrift XPISTIANA RELIGIO und Tempel mit Kreuz im Portal. Die Hauptmünzstätte ist wahrscheinlich Magdeburg, da hier spätestens seit 942 anhand urkundlicher Befunde Münzprägungen erfolgt sein können.
Es sind die größeren älteren Pfennige ohne Namen, die sich mit ihrem Tempel an das karolingische Gepräge der „Christiana-Religio“-Denare Ludwigs des Frommen anschließen (Dannenberg 1325 f und 1329), sowie solche mit dem Namen OTTO oder ODDO im Portal einer Kirche und auf der Rückseite ein Kreuz mit Kugeln in den Winkeln. Die „Umschrift“ besteht aus Strichen oder Balken und Ringel.

#### Mittlere Gruppe (1000–1030)
Die mittlere Gruppe sind Nachprägungen der in Sachsen nach etwa 990 gängigen Pfennigtypen mit dem Holzkirchenmotiv der sogenannten Otto-Adelheid-Pfennige. Sie wurden etwa von 1000 bis 1030 geschlagen. Das Durchschnittsgewicht beträgt etwa 1,25 g, der Durchmesser 17 bis 19 mm. Die Hauptmünzstätte ist vermutlich ebenfalls Magdeburg. Bis um das Jahr 1000 sind die Gepräge anhand der Umschrift der Reichsmünzstätte Magdeburg zugeordnet. Später sind die Münzstätte und Umschriften nicht mehr zu deuten. An Stelle einer Umschrift befinden sich eine Trugschrift oder nur Striche. Die Schrift wurde überflüssig, da die Pfennige dem Handel mit den schriftunkundigen Slawen dienten. Die Sachsenpfennige werden auch als anonyme Pfennige Magdeburger Schlags bezeichnet.

#### Jüngere Gruppe (1015/1020–1105)
Die jüngere Gruppe gehört den sich im 11. Jahrhundert häufenden Münzprägungen der Erzbischöfe und der Territorialherren an, die eigene Münzen prägten. Das Durchschnittsgewicht der Pfennige beträgt etwa 1,05 g, der Durchmesser beträgt 15 bis 17 mm, nach etwa 1060 nur noch 12 bis 14 mm. Die Münzen der zweiten Hälfte des 11. Jahrhunderts haben einen noch höheren Rand. Münzstätten sind wahrscheinlich Merseburg, Naumburg, Zeitz, Meißen und Halle-Giebichenstein. Ende des 11. Jahrhunderts kommen noch Münzstätten im polnischen Gebiet dazu. Auf den Prägungen sind Münzstätten jedoch nicht erkennbar. Die verschiedenen Gruppen der Münzmotive wie Kleeblattkreuz-, Krummstab- und Balkenkreuzpfennige entstammen möglicherweise verschiedenen Münzstätten.

### Otto-Adelheid-Pfennig

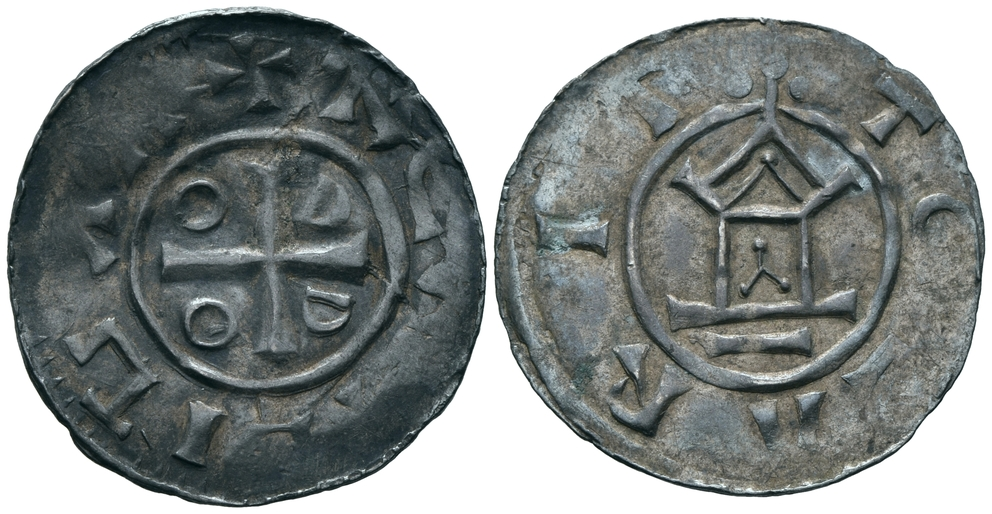
Otto-Adelheid-Pfennig, 983–1040

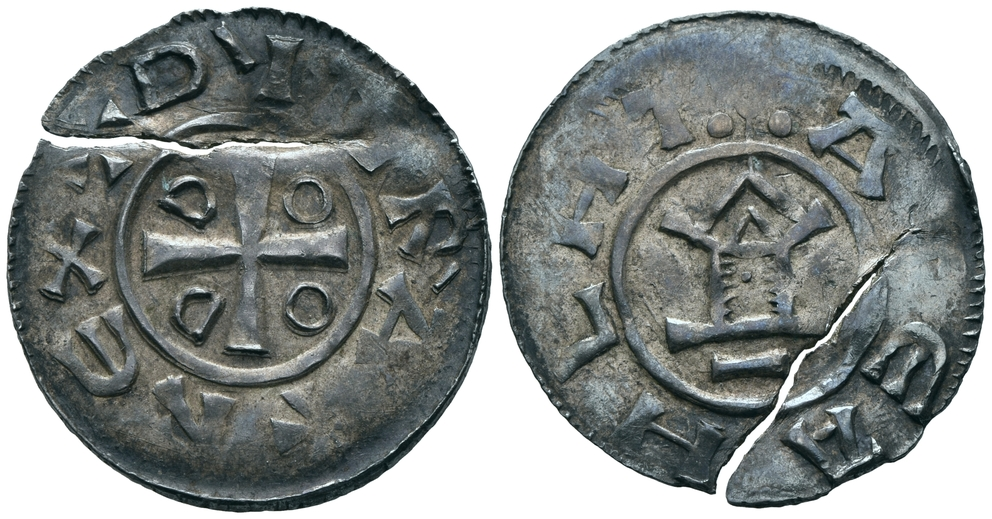
Otto-Adelheit-Pfennig, 983–1040, Variante

Denare dieser Zeit, die ebenfalls in Sachsen vorkommen, jedoch die Namen Otto und Adelheid gemeinsam tragen, sind die sogenannten Otto-Adelheid-Pfennige. Diese Pfennige weisen zu einem kleineren Teil wie die Sachsenpfennige einen Hochrand auf und werden daher oft gemeinsam mit den Sachsenpfennigen erwähnt. Walther Haupt nannte sie in seiner „Sächsischen Münzkunde“ unter „Wendenpfennig, Sachsenpfennig, Hochrandpfennig“. Eine zusammengefasste Erläuterung ist auch hier eingefügt. Die verschiedenen Begriffe der Denare dieser Zeit geben einen Hinweis darauf, dass ihre Stellung in der Numismatik noch nicht abschließend geklärt ist.
Wahrscheinlich kamen anfangs diese Münzen, die unter dem Sachsenkaiser Otto I. und seiner zweiten Gemahlin, der burgundischen Prinzessin Adelheid ausgegangen sein mögen, aus der obersächsischen Reichsmünzstätte Magdeburg. Artur Suhle nannte diesen Herkunftsort als wahrscheinlich und schrieb zum Anlass der Pfennigprägung:
Es ist eine Streitfrage, ob hier (Magdeburg) die Pfennige entstanden sind […]; Otto hatte Adelheid als Erbin von Oberitalien geheiratet und war mit ihr Ostern 952 feierlich in Magdeburg eingezogen. Diese sogenannten Otto-Adelheit-Pfennige mit Kreuz, „Otto“ in den Winkeln, „dei gra(tia) rex amen“ in der Umschrift und einer „Holzkirche“ auf der anderen Seite mit „Ahtelhet“ in der Umschrift sind […] sehr lange geschlagen worden, sicher bis ins 11. Jahrhundert.
Die Streitfrage, welcher Münzherr in welcher Münzstätte Otto-Adelheid-Pfennige prägen ließ, wurde bereits in Friedrich von Schrötters Münzlexikon erläutert:
Münzherr und Münzstätte dieser Otto-Adelheid-Pfennige sind zwischen Menadier und Dannenberg nebst Buchenau strittig. Es handelt sich hauptsächlich um die Frage: Sind die Pfennige von der Kaiserin-Regentin (Adelheid) (991–994) als Vormundschaftsmünzen in einer königlichen Münzstätte (Dannenberg), sind sie von der Kaiserin-Witwe in einer Eigenmünze (Buchenau), sind sie von dem regierenden Königspaar Otto I. und Adelheid in einer Pfalz geprägt (Menadier). Menadier entscheidet sich aus folgenden Gründen für seine Ansicht: Nach numismatischer Erfahrung sind Vormundschaftsmünzen der Adelheid nicht aus anderen Gauen Deutschlands bekannt, die wir, hätte Adelheid überhaupt Vormundschaftsmünzen prägen lassen, besitzen müssen […]. Menadier erklärt ihre Erstlinge als eine Denkmünze auf den Einzug der jungen Königin Adelheid in Magdeburg im April 952, in den Otto I. den Namen seiner Gemahlin ihr zu Ehren auf die Münze gesetzt hat.
Der Streit zwischen den zwei Berliner Numismatikern Julius Menadier und Hermann Dannenberg im 19. Jahrhundert ist bis zur Gegenwart andauernd. Trotz der großen Anzahl der Fundmünzen – es sind viele tausende von Otto-Adelheid-Pfennigen im Ostseeraum gefunden worden – ist das Problem bisher ungelöst geblieben. Heute wird meist modifiziert wieder die Annahme Dannenbergs vertreten, dass es sich bei den ersten Otto-Adelheid-Pfennigen um Prägungen Ottos III. handelt, die ab 983/984 in mehreren Münzstätten entstanden.

#### Gesicherte Angaben
Als gesichert kann gelten, dass die Otto-Adelheid-Pfennige seit Beginn der Herrschaft Ottos III. im Umkreis des Harzes entstanden sind und die zu dieser Zeit entdeckten Silbervorkommen des Harzes das Prägemetall geliefert haben. Zweifelsfrei ist auch, dass die Denare ottonisch sind, erwiesen durch die Inschrift OTTO und ODDO DI GRA REX. Durch die bildgleichen und bildähnlichen Pfennige aus Magdeburg ist bezeugt, dass es sich um sächsische Münzen handelt.

## Verfall der Pfennigprägung

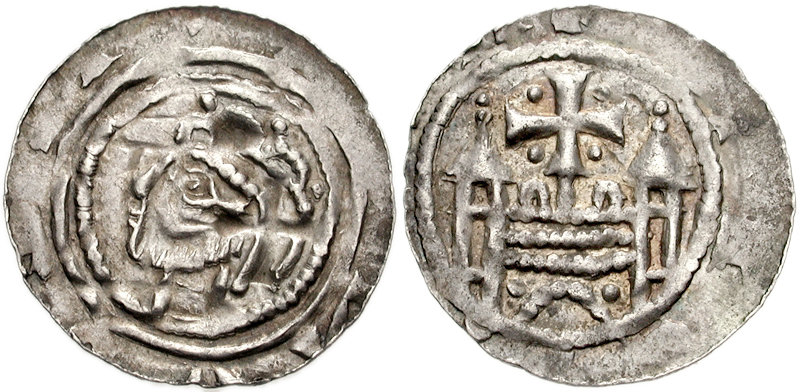
Sog. Dünnpfennig, 11. Jahrhundert, Reichsmünzstätte Magdeburg. (Dbg. 651; Slg. Bonhoff 609)

Die Prägezeit der Sachsenpfennige wird etwa 1105 von den sogenannten Dünnpfennigen abgelöst. Die Umwandlung des Gewichtspfundes in ein Zählpfund in der Regierungszeit des fränkischen Kaisers Heinrich IV. (1056–1106) hatte den Verfall der beidseitig geprägten Pfennige zur Folge. Das Gewichtspfund von 367 g wurde in ein Zählpfund von 240 Pfennigen verwandelt, deren Gewicht sich fortlaufend verringerte. Die leichteren Pfennige wurden im Durchmesser vergrößert. Bei der Prägung der Dünnpfennige beschädigte schließlich der Stempelabdruck der einen Seite das Münzbild der Gegenseite. Wahrscheinlich führte diese Erscheinung zu der etwa 1140 beginnenden Brakteatenzeit, der hochmittelalterlichen regionalen Pfennigperiode in Sachsen. Statt „regionaler Pfennig“ wird auch die Bezeichnung „lokaler Pfennig“ verwendet.